# Jin-jang

A jin és jang jelképe, eredeti színekkel

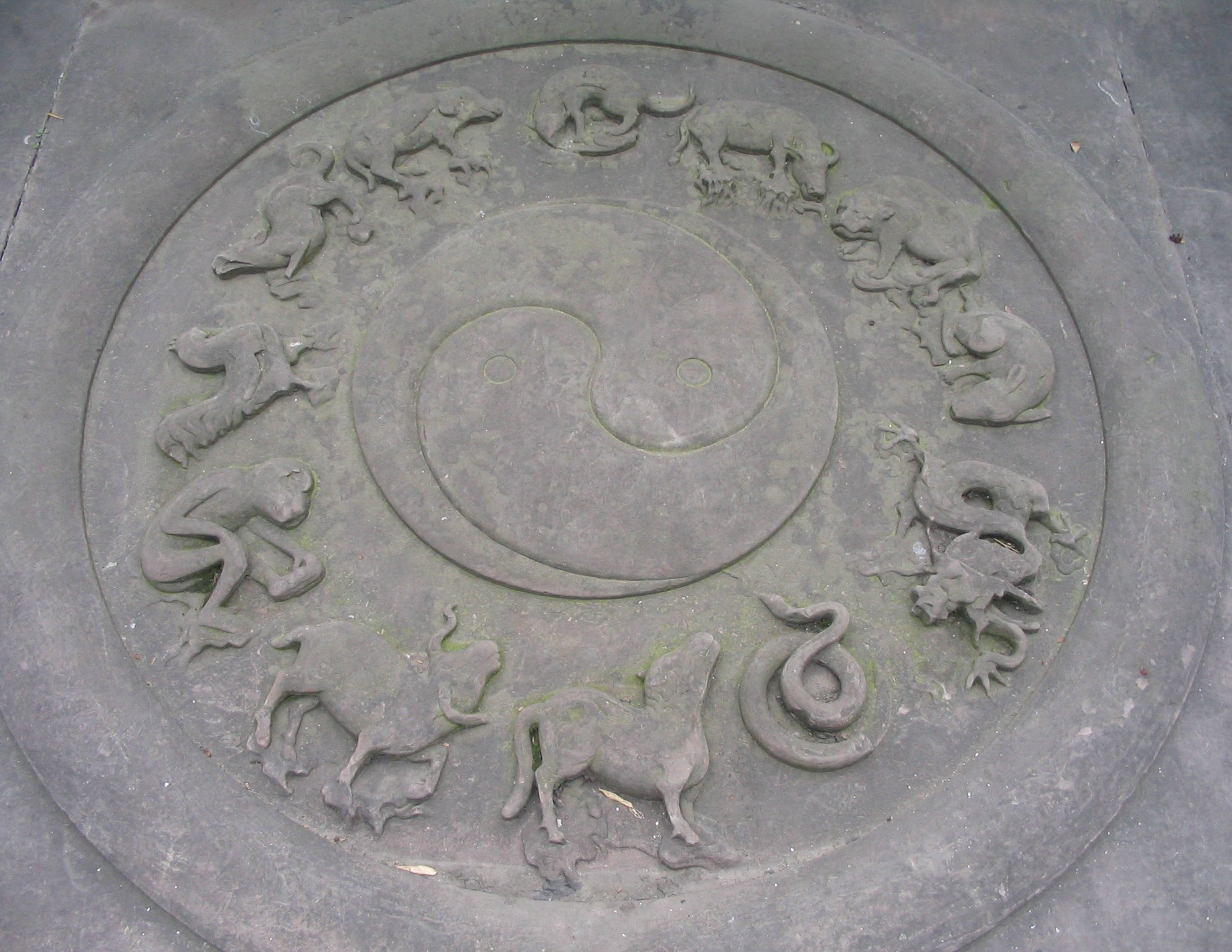
Domborműves ábrázolás egy taoista templomban, középen a jin-jang szimbólummal és körülötte a kínai asztrológia 12 állatjegye

A jin és jang (egyszerűsített kínai: 阴阳; hagyományos kínai: 陰陽; pinjin: yīnyáng) ősi kinai rendező elv, amelyet a kínai irodalomban az i. e. 3. század körül dolgoztak ki, majd elterjedt egész Kelet-Ázsiában. A jin eredeti jelentése „magaslat északi oldala, folyó déli partja”, a jangé
„magaslat déli lejtője. folyó északi partja”.
Ebből kiindulva a kettős fogalom általános értelmet kapott: a jin az, ami árnyékos, sötét, hideg, nőies, passzív, negatív, belső, nedves; a jang az, ami napos, világos, meleg, férfias, aktív, pozitív, külső, száraz. A Föld és a Hold a jinhez, az ég és a Nap a janghoz tartozik.
A kínai mitológia, hiedelemrendszer és a korai tudományos spekulációk szerint ezen e]v alapján az egész világ, minden jelenség két dialektikusan ellentétes elemre osztható, ezeknek folytonos változása, egymásra hatása, egymásba alaku]ása minden természeti jelenség magyarázata.
A jin-jang elmélet kiegészítője az öt alapelem (fa, tűz, föld, fém, víz) elve.
Ez a megközelítés a kínai filozófia és a hagyományos kínai orvoslás számos irányzatának az alapkövét is jelenti. A jin és jang különösen az orvoslásban és alkímiában nyert nagy jelentőséget, A klasszikus kínai diagnosztika a vizsgált tárgy jin-jang erőviszonyait méri fel, és megszabja, melyik erőt kell erősíteni vagy gyengíteni az egyensúly, azaz az egészség helyreállításához, például moxibuszció (égetés) vagy akupunktúra révén.

## Szimbóluma

Minél gyorsabban alakul ki a jin és jang áramlása, annál gyorsabban vonul vissza

Szimbóluma a tájcsitu (tàijítú), azaz a tájcsi ábra (nemzetközileg használt írásmód: tai chi tu; egyszerűsített kínai: 太极图; hagyományos kínai: 太極圖; pinjín: tàijítú). A szimbólum kettős, dialektikus koncepciója leírja azokat az ősidőktől fennálló, egymással szemben álló, de mégis egymást kiegészítő kozmikus erőket, amelyek megtalálhatóak a világegyetem összes jelenségében.
A taoista szimbolikában a jin és jang ábrázolása két színnel történik. Alul a jin kék színű, megfelel a víz jellegének, amely lent foglal helyet; felül a jang vörös, megfelel a tűz jellegének, amely felfelé tör. Az általánosan ismert fekete-fehér ábrázolás egyszerűsített rajz, a korabeli nyomtatásban használatos színeken alapul – a feketén és az alapszínen – de a fekete mellett a jin oldal változatos színekben is előfordulhat, az alapszín vagy a papír színe szerint. Mindenképpen fontos tudni azonban, hogy a jinre és a jangra nem lehet azt mondani, hogy fekete-fehér, vagy üres és teli, illetve semmi és valami – nem a létezőt és a nem létezőt képviselik, hanem az ellentétes jellegű tulajdonságokat, melyek egymásból alakulnak ki, és kiegészítik egymást. A jin és jang párost szokták ábrázolni sárkányokként (habár ez nem annyira elterjedt), vagy halakként (ahogyan egymás körül úsznak).
Minden tájcsitu három részből áll: jang (a világos oldal), jin (a sötét oldal) és az egységüket megjelenítő kör. Mindkét oldalban található egy-egy kis kör, melyek elnevezése: „jin a jang-ban”, illetve „jang a jin-ben”. Ezen belül, ha a kis köröket felnagyítanánk, mindkettőben egy-egy újabb tájcsitu-t találnánk, mivel a kis körökből újabb „tajcsi” fejlődik ki. A tájcsitu jelében kifejeződik egy nagyon fontos elv, amely szerint „amikor a jang telítődik, a jin növekszik, és amikor a jin telítődik, akkor a jang indul az útjára”. A világegyetemben lezajló folyamatok kivétel nélkül ezt az elvet követik. Minél gyorsabban alakul ki a jin és jang áramlása, annál gyorsabban vonul vissza. Ezt fejezi ki a középen fehér kört tartalmazó ábrázolás.

## Filozófiai tartalma
A kínai taoista filozófia ezen az ősidők óta ismert alapelven nyugszik, a jin és jang egymáshoz viszonyított dialektikus kölcsönhatásán.
A jin és jang kifejezések írásban először a Ji csing-ben, a Változások Könyvében jelentek meg, körülbelül az i. e. 1000–750 közötti időszakban.
A jin és a jang két pólusa nem keverendő össze a keresztény kultúrkör jó és gonosz fogalmaival; ilyen irányú megfeleltetés legfeljebb úgy tehető, hogy a jin és jang egyensúlya a jó, és ezen egyensúly hiánya a rossz.

## Unicode
Az Unicode karakter-kódtábla önálló elemként tartalmazza a Jin-jang szimbólumot, bár nem az alapvető pozíciójában, hanem oldalirányban: U+262F (☯).